# Pommiers-Moulons
Pommiers-Moulons település Franciaországban, Charente-Maritime megyében. Lakosainak száma 212 fő (2022. január 1.). Pommiers-Moulons Chaunac, Expiremont, Mérignac, Messac, Montendre, Sousmoulins és Vibrac községekkel határos.

## Népesség
A település népességének változása:
| Lakosok száma | 195  | 196  | 204  | 207  | 213  | 213  | 213  | 214  | 212  |
|               | 2013 | 2015 | 2016 | 2017 | 2018 | 2019 | 2020 | 2021 | 2022 |